# Joe Morello

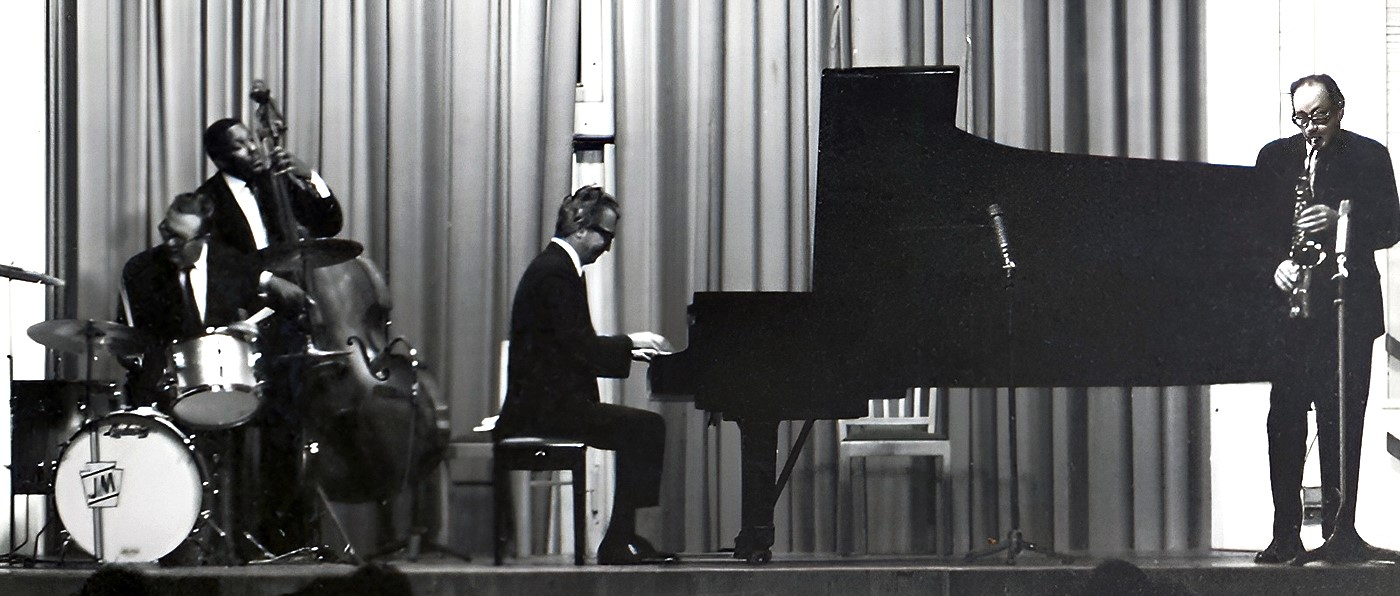
The Dave Brubeck Quartet – od lewej: Joe Morello, Eugene Wright, Dave Brubeck i Paul Desmond, 1967

Joseph Albert Morello (ur. 17 lipca 1928 w Springfield, zm. 12 marca 2011 w Irvington) – amerykański perkusista jazzowy. Wieloletni członek kwartetu Dave’a Brubecka.

## Życiorys
Był synem Josepha seniora i Lillian z d. LaPalme. Jego ojciec był francuskim emigrantem z Nicei, matka zaś pochodziła z francuskojęzycznej części Kanady. Urodził się ze znaczną utratą wzroku. Wskutek częściowej ślepoty swoją aktywność w dzieciństwie ograniczył do pomieszczeń zamkniętych.
W wieku sześciu lat rozpoczął naukę gry na skrzypcach. Trzy lata później zagrał koncert skrzypcowy e-moll Mendelssohna z Bostońską Orkiestrą Symfoniczną, z którą ponownie wystąpił, mając lat dwanaście. W 1943 usłyszał na koncercie swojego idola skrzypcowego – Jaschę Heifetza. Po występie uznał, że nigdy nie osiągnie poziomu wirtuozerii mistrza i porzucił skrzypce. Kiedy wkrótce potem usłyszał na koncercie w Hartford perkusistę Gene’a Krupę, postanowił zmierzyć się z nowym instrumentem. Jego pierwszym nauczycielem gry na bębnach był Joe Sefcik, perkusista orkiestry akompaniującej niemal wszystkim wykonawcom, występującym w Springfield i okolicy. On też odkrył jazzowy talent ucznia i zachęcił go do tej muzyki. W tym czasie Joe grywał dorywczo z różnymi zespołami oraz w jam sessions z kolegami: pianistą Teddym Cohenem, kontrabasistą Chuckiem Andrusem, saksofonistą Philem Woodsem i gitarzystą Salem Salvadorem. Następnie kształcił się u zarekomendowanego przez Sefcika bostońskiego instrumentalisty i autora podręcznika gry na perkusji – George’a Lawrence’a Stone’a. Jego pomysły tak się spodobały nauczycielowi, że zawarł je w następnej pracy – Accents and Rebounds, którą dedykował uzdolnionemu uczniowi. Studia u Stone’a sprawiły, że młody muzyk zyskał renomę najlepszego perkusisty Nowej Anglii. Mimo to nadal poszerzał swój warsztat instrumentalny, pobierając w Nowym Jorku konsultacje u Billy’ego Gladstone’a, perkusisty w Radio City Music Hall oraz nauczyciela.

Joe Morello: Technika to tylko środek do celu. Im większą ma się kontrolę nad instrumentem, tym większą zyskuje się pewność siebie i tym łatwiej można wyrazić swoje pomysły. Jeśli zaś chodzi o samą technikę – o dowiedzenie się wyłącznie tego, jak szybko można grać, żeby zastrzelić wszystkich niczym strzałami z karabinu maszynowego – takie podejście nie ma żadnego sensu. Technika jest dobra tylko wtedy, gdy można ją wykorzystać muzycznie.

W Nowym Jorku zamieszkał na stałe. Początkowo miał kłopoty ze znalezieniem pracy, ale dzięki pomocy Sala Salvadora zaczął pozyskiwać angaże. W latach 1952–1953 grał z organistą Jimmym Smithem, saksofonistą Gilem Mellé oraz orkiestrą Stana Kentona. Od 1953 do 1956 współpracował z pianistką Marian McPartland, z którą związał się również uczuciowo. Występy z jej The Hickory House Trio przyniosły mu rozgłos. W tym okresie grywał także z gitarzystami Talem Farlowem i Jimmym Raneym. Otrzymał propozycje pracy w orkiestrach „Króla Swingu” Benny’ego Goodmana oraz Tommy’ego Dorsey’a, ale odrzucił je, żeby podjąć w 1956 czasową współpracą z kwartetem pianisty Dave’a Brubecka. Zastąpił poprzedniego perkusistę Joego Dodge’a. Po dwumiesięcznym tournée Brubeck na stałe zatrudnił go w swoim zespole, w którym pozostał do 1967. Oprócz regularnych i częstych występów w kraju i za granicą, nagrał z Brubeckiem przeszło 60 albumów. Zagrał w skomponowanych przez pianistę utworach, należących do największych przebojów jazzu: Take Five, z którego pochodzi jego słynne solo, oraz Blue Rondo à la Turk. Oba utwory ukazały się w 1959 – na LP Time Out kwartetu Brubecka, oraz singlu, sprzedanym w przeszło milionowym nakładzie. W 1958 odwiedził Polskę, odbywając z The Dave Brubeck Quartet kilkumiesięczne, firmowane przez Departamentu Stanu, tournée „dobrej woli” po Azji i Europie. W okresie pracy z Brubeckiem nagrywał także z innymi liderami, takimi jak wibrafonista Gary Burton i gitarzysta Howard Roberts.
Po odejściu z zespołu Brubecka zajął się nauczaniem. Na ten krok w znacznym stopniu wpłynął pogarszający się wzrok. Prowadził kliniki i kursy perkusyjne. Jego uczniami byli m.in. Danny Gottlieb (The Pat Metheny Group), Max Weinberg (E Street Band Bruce’a Springsteena), Gerry Polci (The Four Seasons), Tico Torres (Bon Jovi), Sandy Slavin (Riot V) i John Bernard Riley. Zagrał także na rejestrowanych koncertach jubileuszowych z Marian McPartland i Brubeckiem. Występował także w Nowym Jorku i okolicy ze swoim kwartetem. Nagrał w owych latach kilka płyt jako lider oraz sideman w grupach saksofonisty Arta Peppera, wokalisty Tony’ego Bennetta i pianisty Jaya McShanna. Podczas całej kariery jego nazwisko pojawiło się na ponad 120. albumach. Ponadto pisał podręczniki gry na perkusji, z których Master Studies – Exercises for the Development of Control and Technique i jego druga, uzupełniona wersja, stały się pozycjami obowiązkowymi dla adeptów tego instrumentu.
Za swoje osiągnięcia był wielokrotnie wyróżniany. W latach 1962–1964 zajmował pierwsze miejsce w kategorii „Perkusja” w dorocznym plebiscycie czytelników prestiżowego miesięcznika jazzowego „DownBeat”. W 1988 został wprowadzony do Panteonu Sław miesięcznika „Modern Drummer”, a w 1993 – Panteonu Sław Stowarzyszenia Sztuk Perkusyjnych (Percussive Arts Society Hall of Fame). Natomiast w 2010 wydawnictwo edukacyjne Hudson Music przyznało mu pierwszą w historii firmy Nagrodę za Całokształt Dokonań.
Od 1963 mieszkał w Irvington w stanie New Jersey. Zmarł w tamtejszym szpitalu w wieku 82. lat. Miał kłopoty z sercem. Został pochowany na cmentarzu św. Michała w rodzinnym Springfield. Pozostawił żonę – Jean.

## Wybrana dyskografia

### Jako lider lub współlider
- 1957 Collections – Red Norvo–Art Pepper–Joe Morello–Gerry Wiggins (Intro)
- 1962 It's About Time (RCA)
- 1969 Another Step Forward (Ovation)
- 1976 Percussive Jazz (Ovation, 1977)
- 1989
  - Morello–Burton–Christian – Percussive Jazz (RCA)
  - Joe Morello (Bluebird)
- 1993 Going Places (DMP – Digital Music Products)
- 1994 Morello Standard Time (DMP)

### Jako sideman
Z The Dave Brubeck Quartet
- 1957
  - The Dave Brubeck Quartet – Jazz Goes to Junior College (Fontana)
  - Dave Digs Disney  (Columbia)
- 1958
  - Reunion (Fantasy)
  - Jazz Impressions of Eurasia (Columbia)
  - Newport 1958 (Columbia)
  - The Dave Brubeck Quartet in Europe (Columbia)
- 1959
  - Gone with the Wind (Columbia)
  - Time Out (Columbia)
- 1960 
  - The Riddle – The Dave Brubeck Quartet Featuring Bill Smith (Columbia)
  - Brubeck and Rushing (Columbia)
- 1961
  - Bernstein Plays Brubeck Plays Bernstein (Columbia)
  - Brubeck à la mode (Columbia)
  - Time Further Out (Columbia)
- 1962
  - Take Fivee (Columbia)
  - Countdown – Time in Outer Space (Columbia)
  - Louis Armstrong and His Band–Dave Brubeck–Lambert, Hendricks and Ross–Carmen McRae – The Real Ambassadors (CBS)
- 1963
  - Bossa Nova U.S.A. (Columbia)
  - Brandenburg Gate: Revisited (Columbia)
  - The Dave Brubeck Quartet – At Carnegie Hall (Columbia)
- 1965
  - My Favorite Things (Columbia)
  - Time In (Columbia)
- 1967
  - Anything Goes! The Dave Brubeck Quartet Plays Cole Porter (Columbia)
  - Bravo! Brubeck! (Columbia)
  - The Dave Brubeck Quartet – Their Last Time Out (Columbia)
  -  Right Now! (Columbia)
- 1968 
  - The Last Time We Saw Paris (Columbia)
  - Jackpot! (Columbia)
- 1971
  - Summit Sessions (Columbia)
  - Adventures in Time (Columbia)
- 1972 Brubeck on Campus (Columbia)
- 1976 The Dave Brubeck Quartet – 25th Anniversary Reunion (A&M)
- 1991 The Dave Brubeck Quartet – Live in 1956-57 (Jazz Band Records)
- 1993 The Dave Brubeck Quartet – Someday My Prince Will Come (Jazz Hour)

Z Garym Burtonem
- 1961 New Vibe Man in Town (RCA)
- 1963 Who Is Gary Burton? (RCA)

Z Talem Farlowem
- 1954
  - Tal Farlow Quartet (Blue Note)
  - The Tal Farlow Album (Norgran)

Z Marian McPartland
- 1952 Marian McPartland Moods (Savoy)
- 1954 Jazz at the Hickory House – Marian McPartland Trio (Savoy)
- 1955
  - Marian McPartland at the Hickory House (Capitol)
  - Marian McPartland – After Dark (Capitol)
- 1956 The Marian McPartland Trio (Capitol)
- 2002 Marian McPartland Trio – Live at Shanghai Jazz (Concord)

Z Jayem McShannem
- 1979 The Big Apple Bash (Atlantic)

Z Gilem Mellé
- 1953
  - Gil Mellé Quintet/Sextet (Blue Note)
  - Gil Mellé Quintet with Urbie Green and Tal Farlow (Blue Note)

Z Artem Pepperem
- 1976 Early Art (Blue Note)

Zestawienie wg dat wydania płyt